# ココナッツミルク

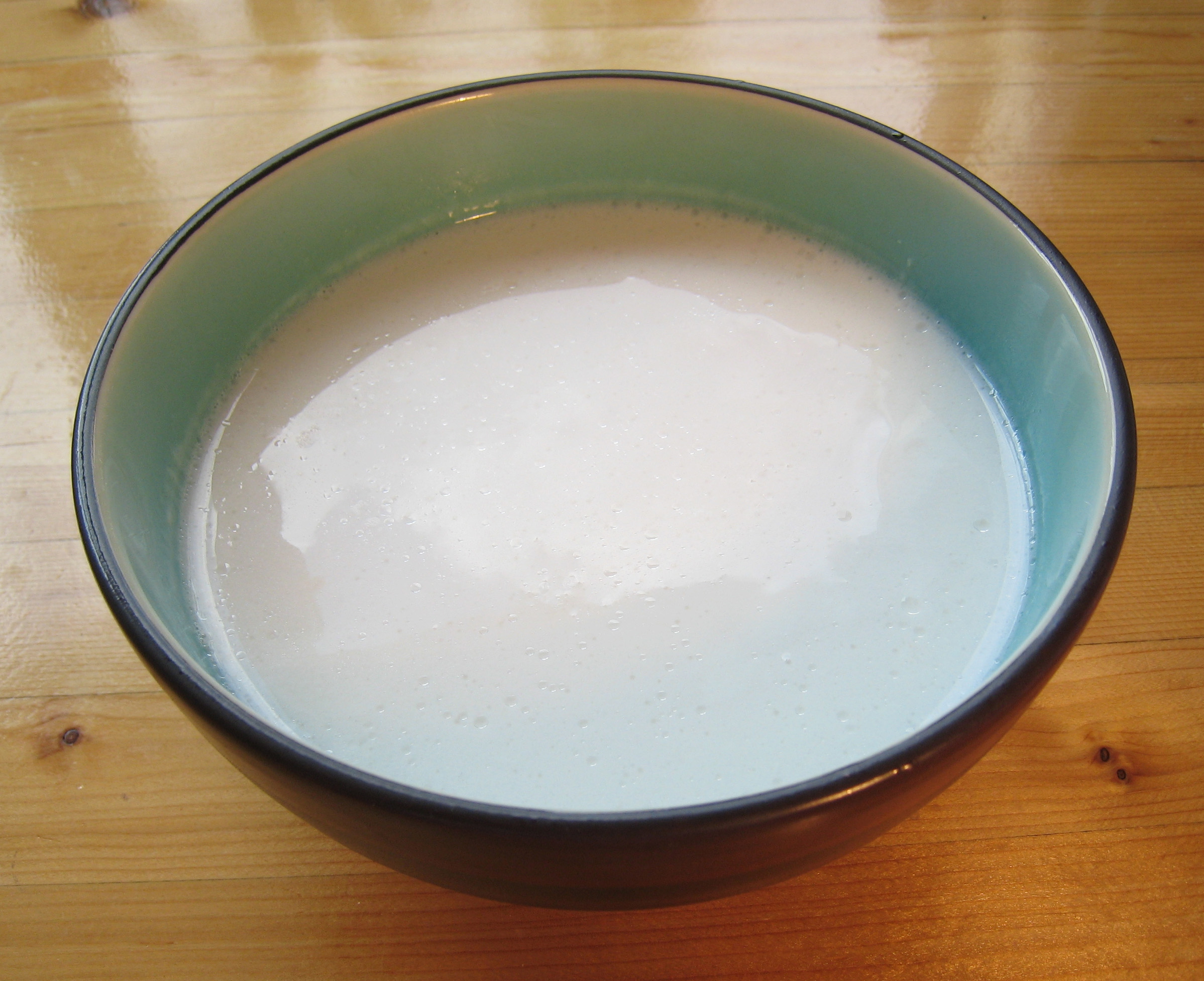
ココナッツミルク

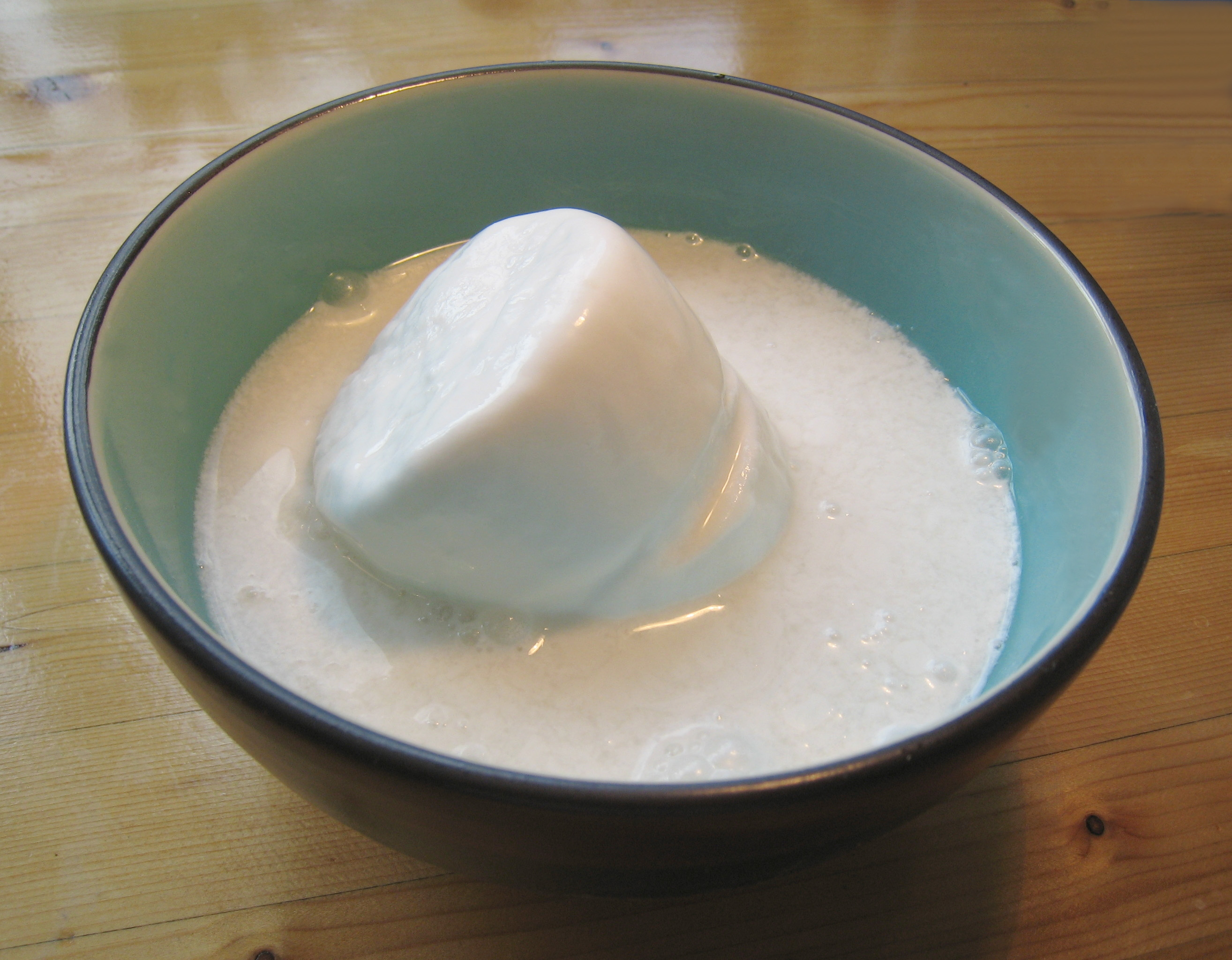
缶詰のココナッツミルクは、一部が固体化している物が多い

ココナッツミルク（英語: coconut milk）は、成熟したココナッツの種子の内側に、層状に形成される固形胚乳から得られる、甘い乳状の食材。ココナツミルクとも。

## 作成
すりおろしたココナッツの固形胚乳を水またはココナッツジュースと一緒に弱火で煮込んでから裏漉しし、目の粗いガーゼなどの布で絞って作る。
ココナッツの種子の中央に溜まる液状胚乳（ココナッツジュース）とは全く別のものであるが、生物学の研究で植物の組織培養の培地にこの液状胚乳を用いるとき、「ココナッツミルク」の名称を用いるため注意されたい。

## 料理

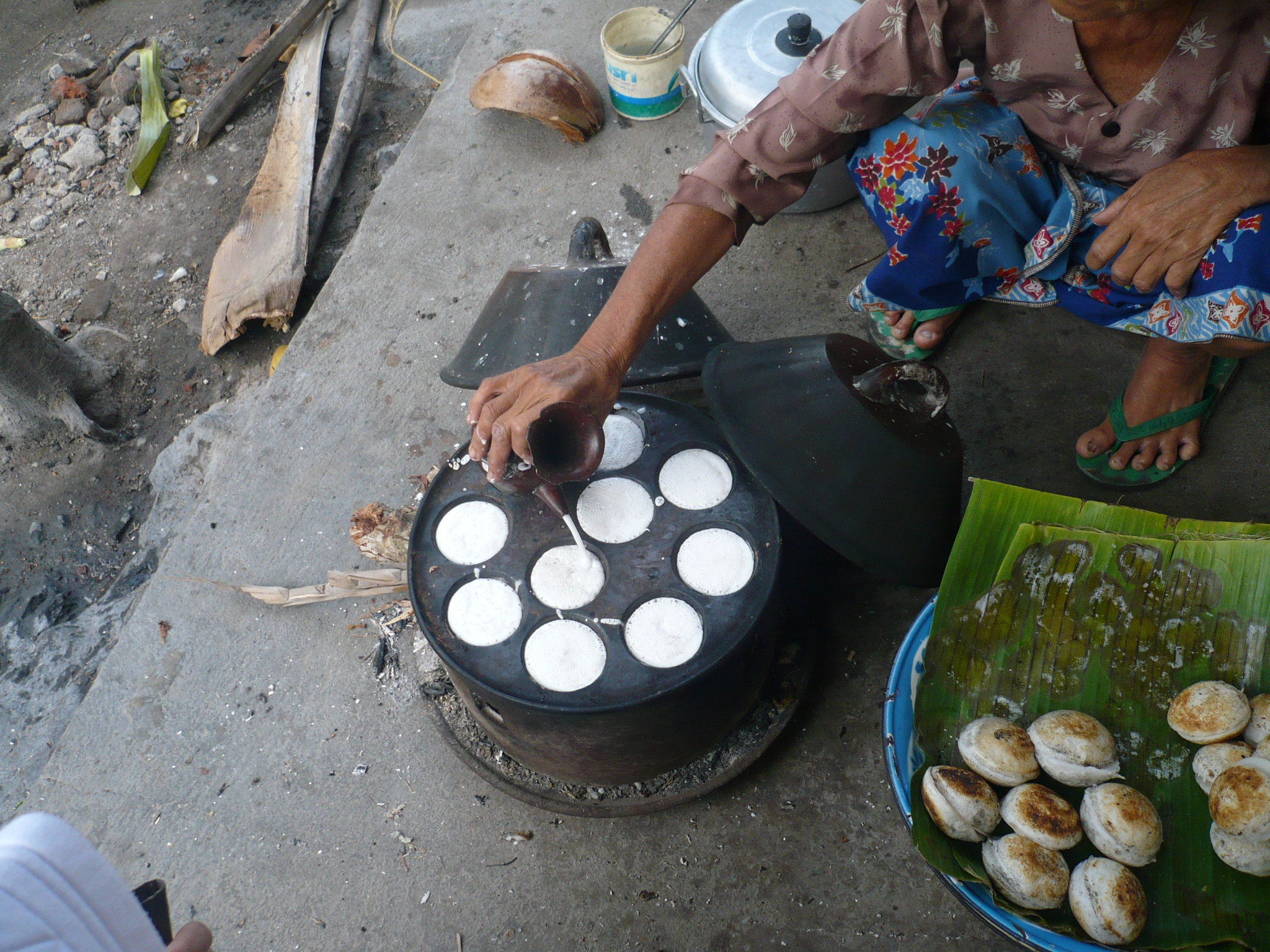
ココナッツミルクを加えて焼き菓子を作っている様子（インドネシア, ロンボク）

ココナッツミルクは多くの熱帯料理で使用されるごく普通の材料であり、特に東南アジア（タイ、マレーシア、スリランカなど）やポリネシアでは頻繁に使われる。一般的には缶入りのものや冷凍したものが売られている。冷凍品のほうが風味が保たれる期間が比較的長く、ココナッツの独特の風味はカレーやその他香辛料の利いた料理と大抵の場合相性がよいため、料理に用いる場合には鮮度に留意する。製品によっては、濃厚な固形物状のものが缶の上に分離して浮いていることがある。これはココナッツクリームと呼ばれ、料理によってはこれを素材として使用することがある。缶を開ける前に良く振っておくと均一のものになる。カメルーンではピラフに混ぜられている。
一度開封したココナッツミルクの缶は袋に詰め替えて冷凍保存し、早めに使い切ると良い。開けたまま室温で放置するとすぐに傷み、酸味が出る。

### タイ料理
タイ現地では、多くの家庭が裏庭などでココナッツを栽培しており、自宅でココナッツの固形胚乳を専用の道具で削り、それに水を合わせて絞ることを3回繰り返す。1回目のココナッツミルクはかなり濃厚で、2回目（いわば「二番絞り」）はほどほどに淡泊で、3回目はさらに薄い。料理を煮込む時などはまずは2回目に絞ったココナッツミルクを使い、料理を仕上げる時に、1回目に絞った濃厚なココナッツミルクを適量加えることで濃度を調整する。
- グリーンカレー/イエローカレー/レッドカレー - ココナッツミルクは、ほとんどのいわゆるタイ風カレー（ゲーン）の材料に使われる。カレーソースを作るときは、まず始めにココナッツミルクを強火で加熱して、油分を分離させる。ここにカレーペーストと一緒に、調味料・肉・野菜・添え物などを加える。
- トムカーガイ - 鶏をココナッツミルクで煮込んだスープ。
- サテ
- カオ・ニャオ・ナーム・ガティ - もち米のココナッツミルクかけ。
- タピオカ・プディング
- サークー・ガティ - タピオカがはいったココナッツミルクのデザート。

### フィリピン料理
- アドボ
- ギナタアン
- ビコール・エクスプレス

### マレーシア料理
- ラクサ
- ナシレマッ

### インドネシア料理
- ナシウドゥッ
- ナシクニン
- ルンダン

### インド料理
- オーラン
- アヴィヤル
- モレー

### スリランカ料理
- ライス・アンド・カレー
- キリバット
- アーッパ

### ベトナム料理
- チェー - アズキやリョクトウ、スイートコーン、タロイモなどを入れた甘い米のプディング。薄い塩味をつけたココナッツミルクをかける。

### ミャンマー料理
- オンノ・カウスェー
- サヌイマキン (ココナッツ風味のケーキ)

### 西インド諸島の料理
- ライスアンドピーズ - カリブ風豆ご飯。
- カラルー - 葉物野菜

### ハワイ料理
- ハウピア - ココナッツミルクの香りのするゼリー状のプディング。
- クロロ - タロイモとココナッツミルクを蒸して固めた羊羹のような菓子。
- ルアウ - 肉や魚とタロイモの葉をココナッツミルクで煮込んだもの。

### ブラジル料理
- ムケカ - ブラジルのバイーア地方の料理。トマトやエビ、鱈などをココナッツミルクで煮る。
- アホス・コン・ココ - ココナッツミルクで炊いた飯。

### カクテル
- バチーダ・ジ・ココ - カシャッサで作るブラジルのカクテル。
- ピニャ・コラーダ
- チチ